# Nova geração MPB
Nova Geração (grupo musical)
Nova Geração é um grupo de Música Popular Brasileira (MPB), fundado em 29 de maio de 2004. Surgido com a proposta de renovar e preservar as raízes da MPB, o grupo se destacou por seu repertório autoral e releituras modernas de clássicos do gênero.
Com influências que vão desde Bossa Nova, Samba, Tropicália e Música Regional, a Nova Geração conquistou espaço no cenário musical por meio de apresentações marcantes em festivais, casas de shows e projetos culturais por todo o Brasil. O grupo é conhecido por suas letras que abordam temas sociais, amorosos e culturais com sensibilidade e autenticidade.
Ao longo dos anos, o Nova Geração se consolidou utilizando referências da nova e antiga safra da MPB, mantendo viva a tradição do gênero ao mesmo tempo em que incorpora elementos contemporâneos em seus arranjos e composições.
Além das apresentações ao vivo, o grupo também se envolveu em projetos de educação musical e oficinas culturais, contribuindo para a formação de novos talentos e a difusão da música brasileira.
Integrantes
A formação original contava com músicos vindos de raízes familiares, o que contribuiu para a diversidade sonora do grupo. (Inserir nomes e instrumentos aqui, caso deseje adicionar detalhes).
Discografia
Minha Mulher ( Cover ) [2024]
Aliança ( Cover ) [2024]
Construção ( Cover ) [2023]
Velho Camarada ( Cover ) [2023]
Legado
Com mais de uma décadas de trajetória, o Nova Geração é considerado um dos representantes da continuidade da MPB no século XXI, sendo lembrado por sua dedicação à cultura nacional e à inovação dentro do gênero.